# Рогова трубка (інструмент)

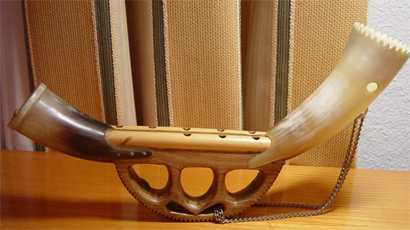
Баскська альбока, різновид рогової трубки.

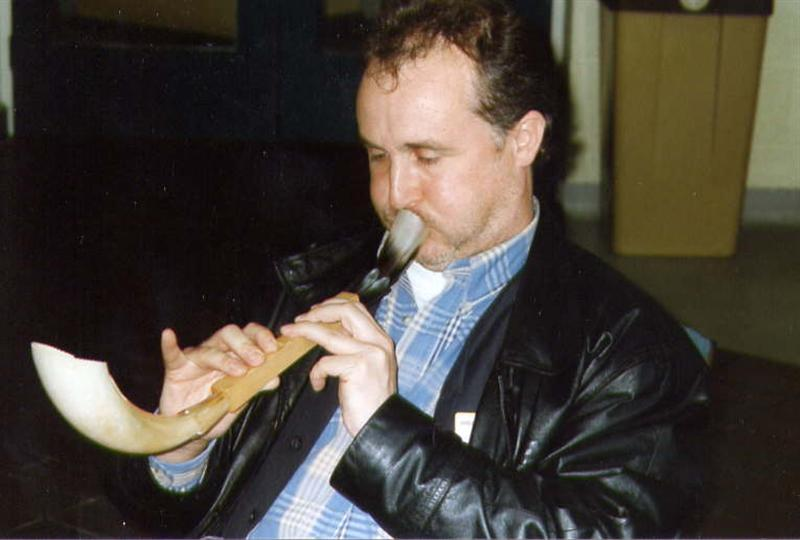
Пібгорн, валлійська рогова трубка.

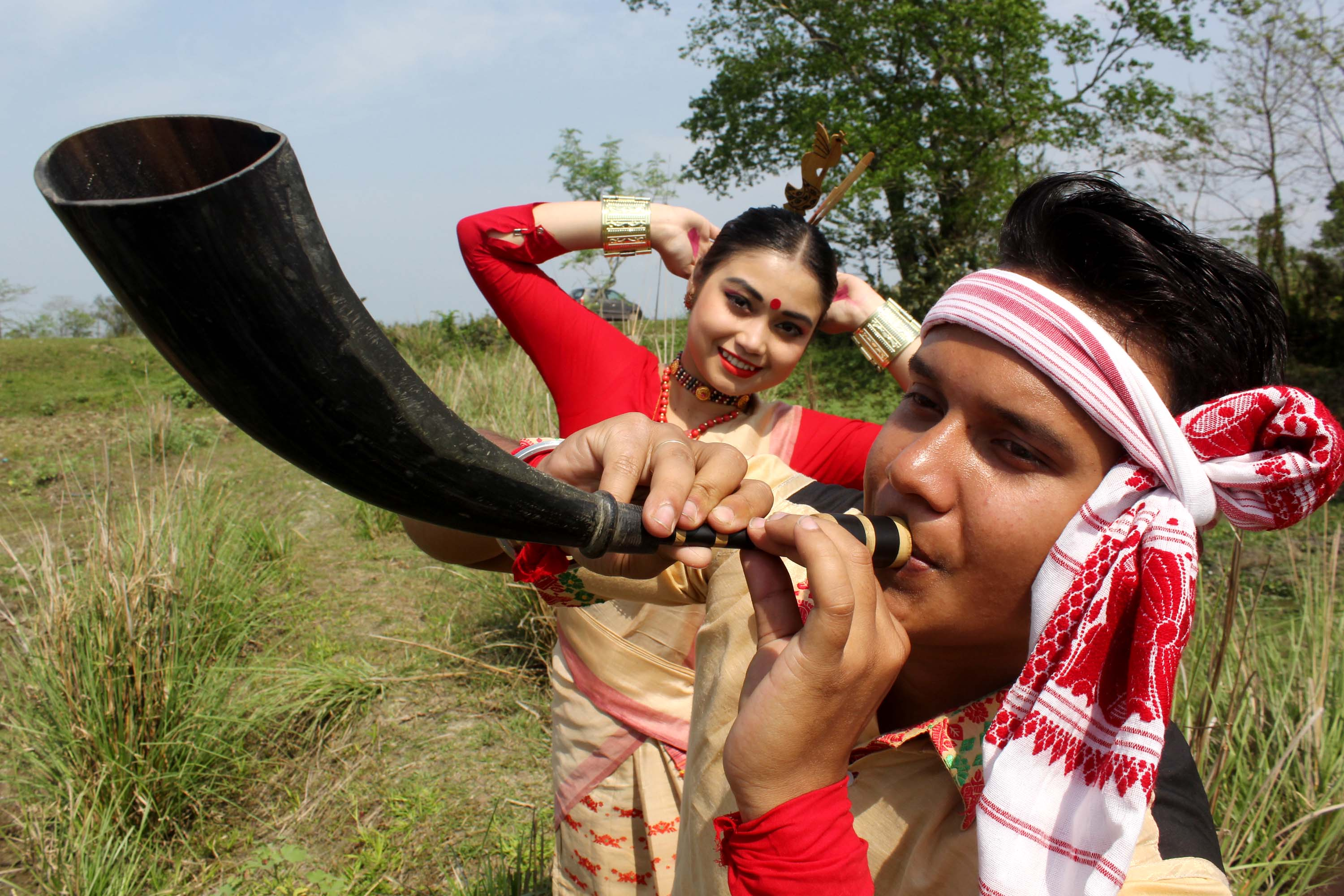
Пепа, ассамська сопілка

Рогова трубка може відноситися до конкретного інструмента або класу дерев'яних духових інструментів, що складаються з одного язичка, великодіаметральної мелодійної труби з отворами для пальців та дзвону, традиційно виготовленого з рогу тварини. Крім того, на язичок може бути накладена капсула з рогу тварини, щоб утримувати дихання та дозволяти використовувати циркуляційне дихання для постійної гри, хоча в багатьох випадках язичок встановлюється безпосередньо в роті. Цей інструмент також був відомий як pibcorn, pibgorn або piccorn. Один рідкісний шотландський приклад, який називається stock-and-horn, згадується Робертом Бернзом серед інших. Інші варіанти рогової трубки включають іспанську ґастореньську ґайту, баскську альбоку та східноєвропейську жалійку. Коли інструмент поєднується з міхом, Бейнс називає ці інструменти "bag-hornpipes" (міхові рогові трубки). 

## Конструкція
Традиційна рогова трубка має один або два вузькі внутрішні канали діаметром від 4 до 12 мм кожен, з одним або двома одиночними язичками, подібно до язичка міхового дрона, який іноді оточується капсулою з рогу або дерева, що герметично закривається губами музиканта. Мелодійна труба(и) можуть мати від 5 (пентатонічних) до 8 отворів для пальців (один з яких може бути великим пальцем), що дає діапазон першої октави плюс одну ноту. Дзвін труби виготовляється з частини рогу, дерева або іноді з загорнутого кори, і може мати налаштувальні отвори або декоративні елементи. Цей клас інструментів є стародавніми попередниками сучасних дерев'яних духових інструментів з циліндричними каналами, таких як кларнет.

## Зовнішні посилання
- Генрі Бальфур, «Старий британський «Pibcorn» або «Hornpipe» та його спорідненість», журнал Королівського антропологічного інституту (1891), стор. 142–154 (реферат на JSTOR )